# Cirolana mercuryi
Cirolana mercuryi là một loài chân đều trong họ Cirolanidae. Loài này được Bruce miêu tả khoa học năm 2004. Cirolana mercuryi được tìm thấy trên các rạn san hô ngoài khơi đảo Bawe, (Zanzibar, Tanzania) ở Đông Phi, và được đặt theo tên của Freddie Mercury, ca nhạc sĩ được người dân ở Zanzibar biết đến nhiều nhất.